# Гельман, Макс Исаевич
Макс Исаевич Ге́льман (28 ноября (10 декабря) 1892, Одесса — 16 декабря 1979, Киев) — советский скульптор и педагог.

## Биография
В 1916—1917 годах учился в школе Товарищества художников в Петрограде, а в 1921—1922 годах — в Высших художественно-технических мастерских (ВХУТЕМАС) в Москве, в 1922—1925 годах — в Высшем художественно-техническом институте (ВХУТЕИН) в Ленинграде, в мастерской А. Т. Матвеева.
В 1926—1964 гг. преподавал в Киевском художественном институте (с 1939 — профессор).
Среди его учеников: Нина Петрова, Галина Петрашевич, Оксана Супрун, Константин Васильевич Годулян, Павел Кальницкий, В. Миненко.
Дружил со многими известными писателями и поэтами, такими как: О. Мандельштам, И. Бабель, Ильф и Петров и др.
Работал в технике станковой скульптуры.
В Институте рукописей Национальной библиотеки Украины имени Владимира Вернадского есть архивный фонд Макса Гельмана.

## Произведения
- «Буденновец» (1935)
- «На заставе» (1937)
- «Боевая подруга» (1945)
- «Они воевали за Отечество» (1947)
- «Фашисты здесь не пройдут» (1947)
- «Проба стали» (1961)

### Портреты
- писателей Николая Терещенко, Г. Шкурупия, Валерьяна Подмогильного, художника Ефима Михайлова
- актрисы Марии Заньковецкой (1957)
- художника Федора Нирода (1966)
- «Жанна» (1968)
- поэтессы Людмилы Скирды (1970),
- художника Георгия Якутовича (1974)
- Шевченковской теме посвящено:
  - конкурсный проект памятника поэтов для Харькова (тонованный гипс, 1933)
  - барельеф «На панщине» (глина, 1938)

### Скульптурные композиции
- «Т. Г. Шевченко в Петербурге» (тонованный гипс, 1939)
- «Т. Г. Шевченко» (1954).

Гельман был автором оригинальных скульптур спортсменов, установленных в 30-х гг. XX столетия в Киеве на лестнице ко в ходу в ресторан «Динамо». Это были статуи «Теннисистка» и другие.

## Адрес
Жили на улице Б.Хмельницкого, 27 в Киеве.

### Выставки
- 1945 — VIII украинская художественная выставка.(Они боролись за Родину. гипс 115х65х70; Защитник Одессы. гипс 72х28х35; Григорий Сковорода. гипс 110х75х85; Непокоренная. гипс 35х10х10)